# Oreopanax nymphaeifolius
Oreopanax nymphaeifolius là một loài thực vật có hoa trong Họ Cuồng cuồng. Loài này được (Hibberd) Decne. & Planch. ex G.Nicholson mô tả khoa học đầu tiên năm 1896.